# Jonny Evans
Jonathan Grant "Jonny" Evans (sinh ngày 3 tháng 1 năm 1988) là một cựu cầu thủ chuyên nghiệp người Bắc Ireland từng thi đấu ở Premier League cho câu lạc bộ Manchester United ở vị trí trung vệ.
Evans bắt đầu sự nghiệp tại Manchester United và tiến bộ qua học viện của câu lạc bộ. Anh đã được cho mượn tới Royal Antwerp và Sunderland để có kinh nghiệm chơi ở đội một trước khi có trận ra mắt đội một của Manchester United trong Cúp Liên đoàn 2007–08. Anh trở thành thành viên thường xuyên trong đội một trong mùa sau đó, thi đấu gần 200 trận cho Manchester United và giành ba lần vô địch Premier League cùng nhiều danh hiệu khác trong suốt tám năm; tuy nhiên, anh đã mất đi lòng tin từ câu lạc bộ dưới thời HLV Louis van Gaal và rời khỏi Manchester United vào năm 2015 để chuyển đến West Bromwich Albion. Sau khi West Brom xuống hạng ba năm sau đó, Evans ký hợp đồng với Leicester City, nơi anh giành FA Cup vào năm 2021. Sau khi Leicester City xuống hạng vào năm 2023, Evans được thả tự do và trở lại câu lạc bộ cũ Manchester United với hợp đồng một năm.
Evans là cầu thủ thứ hai có nhiều danh hiệu nhất trong lịch sử bóng đá Bắc Ireland và đã thi đấu hơn 100 trận cho đội tuyển quốc gia Bắc Ireland, đặc biệt khi họ tiến vào vòng 16 tại UEFA Euro 2016.

## Sự nghiệp câu lạc bộ

### Manchester United
Evans được phát hiện khi thi đấu cho Greenisland F.C., cùng câu lạc bộ mà em trai của anh, Corry, và Craig Cathcart đã thi đấu trước khi chuyển đến Manchester United. Anh được mời tham gia Trung tâm Xuất sắc Manchester United tại Belfast khi mới 9 tuổi, sau đó được thử nghiệm ở Manchester một năm sau. Những thay đổi trong luật của Hiệp hội Bóng đá tại thời điểm đó chỉ cho phép câu lạc bộ có cầu thủ sống trong bán kính 90 phút đi lại từ câu lạc bộ, giới hạn cơ hội của Evans. Tuy nhiên, gia đình anh sau đó đã chuyển đến Manchester, cho phép Evans tập luyện với Manchester United toàn thời gian. Anh tiến bộ qua học viện của Manchester United và tham gia vào hai trong ba trận giao hữu của câu lạc bộ trong chuyến du đấu mùa hè năm 2006 tại Nam Phi, cũng như các trận giao hữu trong nước với Celtic và Preston North End, cùng với giải Amsterdam Tournament chạm trán Ajax.

#### Cho mượn tới Royal Antwerp
Cùng với các cầu thủ trẻ khác như Darron Gibson, Danny Simpson, và Fraizer Campbell, Evans đã trải qua nửa đầu mùa mùa 2006–07 được cho mượn tại câu lạc bộ Royal Antwerp ở Bỉ.

#### Cho Mượn tới Sunderland
Vào tháng 12 năm 2006, anh đồng ý cho mượn tới Sunderland trong kỳ chuyển nhượng tháng 1 cho đến cuối mùa giải 2006–07, cùng với Danny Simpson. Họ giúp Sunderland giành chức vô địch Championship, và Evans nhận giải Cầu thủ Trẻ của Năm của câu lạc bộ. HLV Sunderland, Roy Keane, muốn gia hạn cho Evans sau khi đội bóng thăng hạng lên Premier League, nhưng Manchester United đã quyết định giữ anh ở lại để tranh suất trong đội hình chính.
Evans trở lại Sunderland cho kỳ cho mượn thứ hai vào ngày 4 tháng 1 năm 2008, và anh ngay lập tức thi đấu trong trận thua 0–3 trước Wigan Athletic tại FA Cup. Evans thi đấu 15 trận trong giải đấu và giúp Sunderland tránh khỏi nguy cơ rớt xuống Championship.

#### 2007–2011

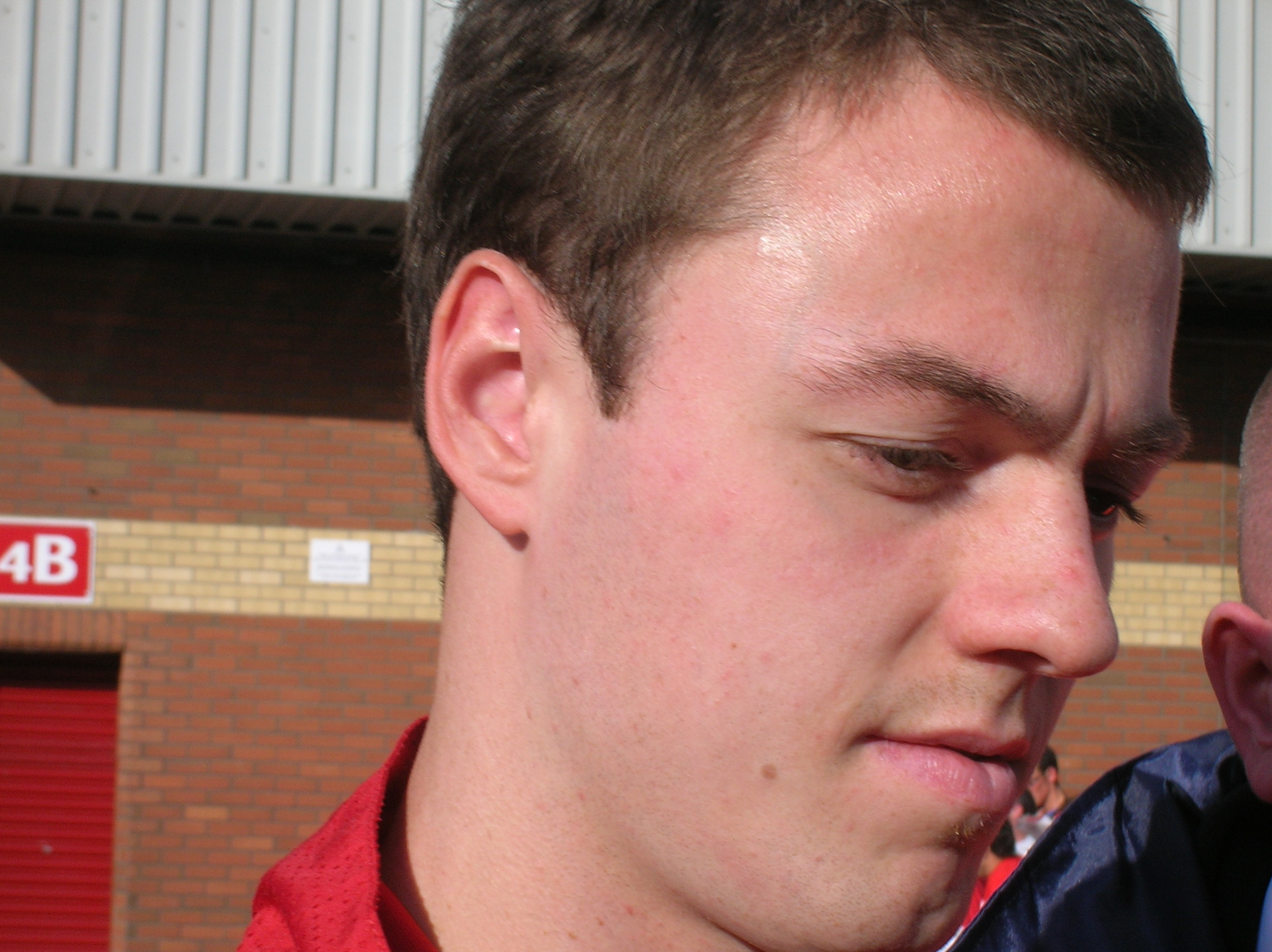
Evans năm 2009

Evans ra sân cho Manchester United lần đầu vào ngày 26 tháng 9 năm 2007 trong trận đấu với Coventry City tại League Cup và kết thúc với tỷ số 0–2. Anh sau đó xuất hiện trong trận đấu UEFA Champions League với Dynamo Kyiv vào ngày 7 tháng 11 năm 2007 để giúp Manchester United tiến vào vòng knock-out. Anh cũng ra sân lần đầu trong Champions League vào ngày 12 tháng 12 năm 2007 trong trận đấu với Roma.
Evans ra sân trong giải đấu quốc gia lần đầu vào trận hòa 1–1 với Chelsea vào ngày 21 tháng 9 năm 2008, thay thế cho Nemanja Vidić bị treo giò. Anh tham gia vào hai trận trong FIFA Club World Cup năm 2008, bao gồm một trận trong trận chung kết sau khi Vidić bị đuổi khỏi sân. Trong phần còn lại của mùa giải, Evans tiếp tục đá chính và tham gia vào trận chung kết League Cup.
Vào đầu mùa bóng 2010–11, Evans trở thành cầu thủ chính thức của Manchester United, đá cặp với Vidić trung tâm hàng thủ do sự vắng mặt của Rio Ferdinand. Vào ngày 19 tháng 3 năm 2011, Evans gây chấn thương cho tiền vệ của Bolton Wanderers, Stuart Holden, với một pha vào bóng, khiến Holden bị nghỉ thi đấu ban đầu 6 tháng, sau đó là 22 tháng. Mặc dù nhận thẻ đỏ trực tiếp vì pha vào bóng đó, Manchester United vẫn giành chiến thắng 1–0 với bàn thắng của Dimitar Berbatov.

#### 2011–2015
Trước mùa giải 2011–2012, Evans nhận áo số 6 sau khi Wes Brown chuyển tới Sunderland. Ngày 14 tháng 8, anh mặc áo số mới lần đầu trong trận United thắng 2–1 trước West Bromwich Albion ở trận khai mạc, thay Vidić bị chấn thương ở phút 52 tại The Hawthorns. Ngày 23 tháng 10, anh nhận thẻ đỏ trong trận United thua Manchester City 6–1 sau khi phạm lỗi với Mario Balotelli trong pha trượt người cuối cùng. Evans ra sân lần thứ 100 cho "Quỷ đỏ" vào ngày 30 tháng 11, thi đấu toàn bộ 120 phút trong trận thua Crystal Palace 2–1 tại tứ kết League Cup. Ngày 18 tháng 3 năm 2012, anh ghi bàn đầu tiên cho United, mở tỷ số trong chiến thắng 5–0 trước Wolverhampton Wanderers. Evans vắng mặt trong ba trận cuối mùa do chấn thương chân.
Sau ca phẫu thuật chữa chấn thương mắt cá chân vào mùa trước, Evans không thể bắt đầu tập luyện mùa hè cho đến đầu tháng 8. Anh ghi bàn thứ hai trong mùa cho câu lạc bộ trong trận thắng 3–0 trước Newcastle United vào ngày 7 tháng 10 năm 2012, đánh đầu từ quả góc của Robin van Persie. Ngày 23 tháng 10, anh ghi bàn đầu tiên trong UEFA Champions League và tại Old Trafford, sau một tình huống nối từ quả góc để gỡ hòa 2–2 trong chiến thắng 3–2 trước Braga. Evans ghi bàn thứ ba trong mùa vào ngày 24 tháng 11 năm 2012, đánh đầu gỡ hòa từ quả góc để bắt đầu cuộc lội ngược dòng 3–1 trước Queens Park Rangers tại Old Trafford. Ngày 21 tháng 12 năm 2012, Evans ký hợp đồng mới với United đến tháng 6 năm 2016. Anh ghi bàn thứ ba trong mùa tại giải đấu quốc gia và bàn thứ tư tổng cộng trong ngày Boxing Day trong chiến thắng 4–3 trước Newcastle, đá bồi sau cú sút của Javier Hernández bị thủ môn Tim Krul cản phá. Anh ghi bàn phản lưới nhà ngay sau đó, đưa bóng vào lưới sau quả tạt từ đồng đội cũ tại United, Antwerp và Sunderland, Danny Simpson.
Ngày 4 tháng 3 năm 2015, tiền đạo của Newcastle, Papiss Cissé, đã nước bọt vào mặt Evans sau khi Evans đã nước bọt về phía Cissé sau một va chạm. Cả hai cầu thủ đều không bị trọng tài phạt trong trận đấu, nhưng sau khi xem lại, cả hai đã bị Liên đoàn bóng đá Anh truy cứu trách nhiệm. Evans phủ nhận tội danh và nói "Tôi muốn làm rõ rằng tôi không phun nước bọt vào Papiss Cissé. Sau khi thức dậy sáng nay, tôi bị sốc khi thấy phản ứng từ phương truyền thông sau trận đấu đêm qua." Anh bị cấm thi đấu trong sáu trận vào ngày 7 tháng 3, trong khi Cissé bị cấm thi đấu trong bảy trận do trước đó đã bị treo giò.

### West Bromwich Albion
Jonny Evans chuyển đến câu lạc bộ Premier League West Bromwich Albion với một khoản phí không được tiết lộ vào ngày 29 tháng 8 năm 2015. Anh ra mắt cho câu lạc bộ vào ngày 12 tháng 9 năm 2015 trong trận hòa 0–0 trước Southampton. Vào ngày 2 tháng 1 năm 2016, Evans ghi bàn đầu tiên cho West Brom trong chiến thắng 2–1 trước Stoke City. Vào ngày 15 tháng 5 năm 2016, trước trận đấu cuối mùa, anh nhận giải Cầu thủ Xuất sắc nhất mùa của đồng đội trong mùa giải đầu tiên tại câu lạc bộ.
Anh phải chờ một thời gian dài để ghi bàn tiếp theo, đó là trong trận thắng 3–1 trước Watford vào ngày 3 tháng 12 năm 2016. Bàn ghi bàn tiếp theo của anh đến trong trận thua 1–2 trước Swansea trong trận đấu cuối mùa.
Vào tháng 7 năm 2017, sau khi đội trưởng của câu lạc bộ, Darren Fletcher, chuyển đến Stoke City, Evans đã được xác nhận là đội trưởng chính thức bởi HLV Tony Pulis. Anh ghi bàn đầu tiên trong mùa giải vào ngày 30 tháng 9 năm 2017 trong trận hòa 2–2 trước Watford, ghi bàn bằng đầu như anh đã làm cách đây mười tháng trước trước đối thủ cùng tên. Bàn thứ hai của anh trong mùa giải là trong trận đấu trước Brighton ở sân nhà vào ngày 13 tháng 1 năm 2018, mang lại chiến thắng liên tiếp đầu tiên trong năm và 20 trận cho đội bóng.

### Leicester City
Trong tháng 6 năm 2018, Leicester City kích hoạt điều khoản giải phóng hạ hạng trị giá £3.5 triệu trong hợp đồng của Jonny Evans với West Brom. Anh ký hợp đồng ba năm với Leicester và ra mắt Leicester trong trận thắng 2–0 trước Wolverhampton Wanderers vào ngày 18 tháng 8 năm 2018. Anh ghi bàn đầu tiên cho đội bóng trong trận thua 1–4 trước Crystal Palace vào ngày 23 tháng 2 năm 2019.
Evans đánh dấu trận ra sân thứ 400 trong sự nghiệp bóng đá ở Anh vào ngày 12 tháng 7 năm 2020 và ghi bàn phản lưới trong trận thua 1–4 trước AFC Bournemouth tại Premier League.
Trước mùa giải 2022–23, Evans đã được bổ nhiệm làm đội trưởng sau khi đội trưởng trước đó là Kasper Schmeichel rời khỏi câu lạc bộ.

### Trở lại Manchester United
Sau khi được tập luyện tại Manchester United sau khi kết thúc hợp đồng với Leicester vào mùa giải 2022–23, vào ngày 18 tháng 7, thông báo rằng Jonny Evans đã ký hợp đồng ngắn hạn với câu lạc bộ, cho phép anh tham gia cùng đội bóng trong trận giao hữu trước mùa với Lyon tại Edinburgh. Vào ngày 1 tháng 9, được thông báo rằng Evans đã ký hợp đồng một năm với câu lạc bộ. Anh có trận ra mắt trở lại vào ngày 3 tháng 9 năm 2023 trong trận đấu với Arsenal với tư cách là cầu thủ thay thế, nơi cú sút của Declan Rice đã làm chệch hướng anh ấy ở phút bù giờ để nâng tỷ số lên 2-1. Trận đấu kết thúc với thất bại 3–1.. Vào ngày 30 tháng 5 năm 2025 anh tuyên bố giải nghệ ở tuổi 37.

## Sự nghiệp quốc tế
Trước khi ra sân cho Manchester United, Evans được gọi lên đội tuyển quốc gia Bắc Ireland lần đầu vào tháng 9 năm 2006, và anh ra mắt trong chiến thắng đáng nhớ 3–2 trước Tây Ban Nha. Vào ngày 28 tháng 3 năm 2009, Evans ghi bàn quốc tế đầu tiên của mình trong trận thắng 3–2 trước Ba Lan tại vòng loại Giải vô địch bóng đá thế giới FIFA 2010, với pha đá volley từ cự ly gần.
Vào ngày 28 tháng 5 năm 2016, HLV đội tuyển quốc gia Michael O'Neill đã bổ nhiệm Evans vào danh sách cuối cùng gồm 23 người của Bắc Ireland tham dự Giải vô địch bóng đá châu Âu 2016. Đây là lần đầu tiên Bắc Ireland tham gia vào vòng chung kết của giải đấu này, và giải đấu lớn đầu tiên của họ kể từ Giải vô địch bóng đá thế giới FIFA 1986. Đội bóng của họ cuối cùng đã tiến vào vòng 16 đội, nhưng đã bị loại bởi Xứ Wales sau trận thua 1–0. Evans đã tham gia vào cả bốn trận của Bắc Ireland trong giải đấu này.Bản mẫu:Cần nguồn
Bàn thắng quốc tế thứ hai của anh đến tám năm sau bàn thắng đầu tiên vào ngày 4 tháng 9 năm 2017, sau một pha đánh đầu trong trận thắng 2–0 trước Cộng hòa Séc trong vòng loại Giải vô địch bóng đá thế giới FIFA 2018. Bắc Ireland đã tiến vào vòng play-off tháng 11 gặp Thụy Sĩ, với mục tiêu lần đầu tiên trong 32 năm giành quyền tham dự World Cup. Họ đã phải chịu thất bại 1–0 ở trận lượt đi sau quả penalty gây tranh cãi được trao cho trọng tài người Romania Ovidiu Hategan. Corry Evans đã bị phạm lỗi để bóng chạm vào vai cầu thủ, mặc dù rõ ràng là bóng đã đập vào vai anh; HLV Michael O'Neill cho biết đó là quyết định tồi tệ nhất mà ông từng thấy trong một trận đấu mà ông đã tham gia. Trận hòa không bàn thắng ở trận lượt về ba ngày sau đó đồng nghĩa với việc Bắc Ireland bị loại khỏi vòng loại. Evans gần như ghi bàn thắng quyết định trong thời gian bù giờ của trận lượt về, khi pha đánh đầu của anh vượt qua thủ môn Thụy Sĩ Yann Sommer nhưng bị hậu vệ Ricardo Rodriguez, người đã thực hiện quả penalty ở trận lượt đi, cản phá trên vạch vôi.
Evans ghi bàn quốc tế thứ ba của anh khi mở tỷ số trong trận đấu gặp Belarus trong trận thứ hai của Bắc Ireland ở vòng loại UEFA Euro 2020. Vào ngày 27 tháng 9 năm 2022 trong trận đấu Nations League gặp Hy Lạp, anh trở thành người thứ tư có 100 lần ra sân cho Bắc Ireland.

## Thống kê sự nghiệp

### Câu lạc bộ
Tính đến trận đấu đến ngày 3 tháng 9 năm 2023
| Câu lạc bộ               | Mùa giải       | Giải đấu       | Giải đấu      | Giải đấu     | Cúp quốc gia  | Cúp quốc gia | Cúp Liên đoàn | Cúp Liên đoàn | Châu Âu       | Châu Âu      | Khác          | Khác         | Tổng          | Tổng         |
| Câu lạc bộ               | Mùa giải       | Hạng đấu       | Số lần ra sân | Số bàn thắng | Số lần ra sân | Số bàn thắng | Số lần ra sân | Số bàn thắng  | Số lần ra sân | Số bàn thắng | Số lần ra sân | Số bàn thắng | Số lần ra sân | Số bàn thắng |
| ------------------------ | -------------- | -------------- | ------------- | ------------ | ------------- | ------------ | ------------- | ------------- | ------------- | ------------ | ------------- | ------------ | ------------- | ------------ |
| Manchester United        | 2006–07        | Premier League | 0             | 0            | 0             | 0            | 0             | 0             | 0             | 0            | —             | —            | 0             |              |
| Manchester United        | 2007–08        | Premier League | 0             | 0            | 0             | 0            | 1             | 0             | 2             | 0            | 0             | 0            | 3             |              |
| Manchester United        | 2008–09        | Premier League | 17            | 0            | 3             | 0            | 5             | 0             | 7             | 0            | 2             | 0            | 34            |              |
| Manchester United        | 2009–10        | Premier League | 18            | 0            | 1             | 0            | 5             | 0             | 3             | 0            | 1             | 0            | 28            |              |
| Manchester United        | 2010–11        | Premier League | 13            | 0            | 2             | 0            | 2             | 0             | 3             | 0            | 1             | 0            | 21            |              |
| Manchester United        | 2011–12        | Premier League | 29            | 1            | 1             | 0            | 1             | 0             | 8             | 0            | 1             | 0            | 40            |              |
| Manchester United        | 2012–13        | Premier League | 23            | 3            | 2             | 0            | 0             | 0             | 5             | 1            | —             | —            | 30            |              |
| Manchester United        | 2013–14        | Premier League | 17            | 0            | 1             | 0            | 4             | 1             | 3             | 1            | 0             | 0            | 25            |              |
| Manchester United        | 2014–15        | Premier League | 14            | 0            | 2             | 0            | 1             | 0             | —             | —            | —             | —            | 17            |              |
| Manchester United        | Tổng cộng      | Tổng cộng      | 131           | 4            | 12            | 0            | 19            | 1             | 31            | 2            | 5             | 0            | 198           | 7            |
| Royal Antwerp (cho mượn) | 2006–07        | Bundesliga Bỉ  | 11            | 2            | 3             | 0            | —             | —             | —             | —            | —             | —            | 14            | 2            |
| Sunderland (cho mượn)    | 2006–07        | Championship   | 18            | 1            | 1             | 0            | 0             | 0             | —             | —            | —             | —            | 19            | 1            |
| Sunderland (cho mượn)    | 2007–08        | Premier League | 15            | 0            | 1             | 0            | 0             | 0             | —             | —            | —             | —            | 16            | 0            |
| West Bromwich Albion     | 2015–16        | Premier League | 30            | 1            | 4             | 0            | 0             | 0             | —             | —            | —             | —            | 34            | 1            |
| West Bromwich Albion     | 2016–17        | Premier League | 31            | 2            | 0             | 0            | 0             | 0             | —             | —            | —             | —            | 31            | 2            |
| West Bromwich Albion     | 2017–18        | Premier League | 28            | 2            | 2             | 0            | 1             | 0             | —             | —            | —             | —            | 31            | 2            |
| West Bromwich Albion     | Tổng cộng      | Tổng cộng      | 89            | 5            | 6             | 0            | 1             | 0             | —             | —            | —             | —            | 96            | 5            |
| Leicester City           | 2018–19        | Premier League | 24            | 1            | 1             | 0            | 3             | 0             | —             | —            | —             | —            | 28            | 1            |
| Leicester City           | 2019–20        | Premier League | 38            | 1            | 2             | 0            | 6             | 1             | —             | —            | —             | —            | 46            | 2            |
| Leicester City           | 2020–21        | Premier League | 28            | 2            | 4             | 0            | 0             | 0             | 5             | 0            | —             | —            | 37            | 2            |
| Leicester City           | 2021–22        | Premier League | 18            | 1            | 0             | 0            | 1             | 0             | 8             | 1            | 0             | 0            | 27            | 2            |
| Leicester City           | 2022–23        | Premier League | 13            | 0            | 0             | 0            | 1             | 0             | —             | —            | —             | —            | 14            | 0            |
| Leicester City           | Tổng cộng      | Tổng cộng      | 121           | 5            | 7             | 0            | 12            | 1             | 13            | 1            | 0             | 0            | 152           | 7            |
| Manchester United        | 2023–24        | Premier League | 20            | 0            | 1             | 0            | 5             | 0             | 0             | 0            | —             | —            | 1             | 0            |
| Tổng sự nghiệp           | Tổng sự nghiệp | Tổng sự nghiệp | 386           | 17           | 30            | 0            | 32            | 2             | 44            | 3            | 5             | 0            | 495           | 22           |

1. ↑  Bao gồm cả FA Cup, Belgian Cup
2. ↑  Bao gồm cả Football League Cup/EFL Cup
3. ↑  Tất cả lần ra sân trong UEFA Champions League, trừ khi có ghi chú khác
4. ↑  Số lần ra sân trong FIFA Club World Cup
5. 1 2 3  Số lần ra sân trong FA Community Shield
6. ↑  Appearances in UEFA Europa League
7. ↑  Four appearances and one goal in UEFA Europa League, four appearances in UEFA Europa Conference League

### Đội tuyển quốc gia
Tính đến trận đấu vào ngày 7 tháng 9 năm 2023
| Đội tuyển quốc gia | Năm       | Số lần ra sân | Số bàn thắng |
| ------------------ | --------- | ------------- | ------------ |
| Bắc Ireland        | 2006      | 3             | 0            |
| Bắc Ireland        | 2007      | 5             | 0            |
| Bắc Ireland        | 2008      | 7             | 0            |
| Bắc Ireland        | 2009      | 5             | 1            |
| Bắc Ireland        | 2010      | 5             | 0            |
| Bắc Ireland        | 2011      | 4             | 0            |
| Bắc Ireland        | 2012      | 4             | 0            |
| Bắc Ireland        | 2013      | 6             | 0            |
| Bắc Ireland        | 2015      | 6             | 0            |
| Bắc Ireland        | 2016      | 13            | 0            |
| Bắc Ireland        | 2017      | 9             | 1            |
| Bắc Ireland        | 2018      | 9             | 0            |
| Bắc Ireland        | 2019      | 8             | 2            |
| Bắc Ireland        | 2020      | 5             | 0            |
| Bắc Ireland        | 2021      | 4             | 0            |
| Bắc Ireland        | 2022      | 7             | 1            |
| Bắc Ireland        | 2023      | 3             | 1            |
| Tổng cộng          | Tổng cộng | 103           | 6            |

Tính đến trận đấu diễn ra vào ngày 7 tháng 8 năm 2023
Danh sách các bàn thắng quốc tế của Jonny Evans
| Số bàn thắng | Ngày                 | Sân vận động                              | Đối thủ      | Tỷ số | Kết quả | Giải đấu                      |
| ------------ | -------------------- | ----------------------------------------- | ------------ | ----- | ------- | ----------------------------- |
| 1            | 28 tháng 3 năm 2009  | Windsor Park, Belfast, Bắc Ireland        | Ba Lan       | 2–1   | 3–2     | Vòng loại FIFA World Cup 2010 |
| 2            | 4 tháng 9 năm 2017   | Windsor Park, Belfast, Bắc Ireland        | Cộng hòa Séc | 1–0   | 2–0     | Vòng loại FIFA World Cup 2018 |
| 3            | 24 tháng 3 năm 2019  | Windsor Park, Belfast, Bắc Ireland        | Belarus      | 1–0   | 2–1     | Vòng loại UEFA Euro 2020      |
| 4            | 14 tháng 10 năm 2019 | Stadion Letná, Praha, Cộng hòa Séc        | Cộng hòa Séc | 2–0   | 3–2     | Giao hữu                      |
| 5            | 12 tháng 6 năm 2022  | Windsor Park, Belfast, Bắc Ireland        | Síp          | 2–2   | 2–2     | UEFA Nations League 2022–23   |
| 6            | 7 tháng 9 năm 2022   | Sân vận động Stožice, Ljubljana, Slovenia | Slovenia     | 2–3   | 2–4     | Vòng loại UEFA Euro 2024      |

## Danh hiệu
Sunderland
- Football League Championship: 2006–07[54]

Manchester United
- Premier League: 2008–09, 2010–11, 2012–13[55]
- FA Cup: 2023–24[56]
- Football League Cup: 2008–09,[57] 2009–10[58]
- FA Community Shield: 2008,[59] 2010,[60] 2011,[61] 2013[62]
- UEFA Champions League: 2007–08[63]
- FIFA Club World Cup: 2008[64]

Leicester City
- FA Cup: 2020–21[65]

## Đời sống cá nhân
Evans sinh ra ở Belfast, Bắc Ireland. Anh đã theo học trường Trung học Belfast tại Newtownabbey, Bắc Ireland, trước khi chuyển đến trường Trung học Ashton-on-Mersey tại Sale sau khi anh được Manchester United ký hợp đồng. Anh có 9 GCSE, tất cả đều điểm A* hoặc A.
Ngày 19 tháng 12 năm 2007, Evans bị bắt giữ vì liên quan đến một cáo buộc hiếp dâm xảy ra tại khác sạn nơi diễn ra buổi tiệc Giáng sinh của Manchester United. Đến ngày 8 tháng 3 năm 2008, người ta thông báo rằng Evans sẽ không bị khởi tố tội danh nào.
Ngày 1 tháng 6 năm 2013, Evans kết hôn với Helen McConnell, một phóng viên của MUTV, tại nhà thờ Clough Presbyterian. Cặp đôi có một cô con gái tên là Lottie, sinh ngày 15 tháng 5 năm 2014.